# Ondřej Synek
Ondřej Synek (født 13. oktober 1982 i Stará Boleslav, Tjekkoslovakiet) er en tjekkisk roer og femdobbelt verdensmester i singlesculler.
Synek har vundet tre OL-medaljer i singlesculler, sølv ved OL 2008 i Beijing og OL 2012 i London, samt bronze ved OL 2016 i Rio de Janeiro. Han deltog også ved OL 2004 i Athen, hvor han sluttede på femtepladsen i samme disciplin.
Synek har fem VM- og fire EM-guldmedaljer i singlesculler samt en EM-guldmedalje i otter.

## Resultater

### OL-medaljer
- 2008:  Sølv i singlesculler
- 2012:  Sølv i singlesculler
- 2016:  Bronze i singlesculler

### VM-medaljer
- VM i roning 2010:  Guld i singlesculler
- VM i roning 2013:  Guld i singlesculler
- VM i roning 2014:  Guld i singlesculler
- VM i roning 2015:  Guld i singlesculler
- VM i roning 2017:  Guld i singlesculler
- VM i roning 2007:  Sølv i singlesculler
- VM i roning 2011:  Sølv i singlesculler
- VM i roning 2018:  Sølv i singlesculler
- VM i roning 2003:  Bronze i dobbeltsculler
- VM i roning 2005:  Bronze i singlesculler
- VM i roning 2006:  Bronze i singlesculler
- VM i roning 2009:  Bronze i singlesculler

### EM-medaljer
- EM i roning 2007:  Guld i otter
- EM i roning 2010:  Guld i singlesculler
- EM i roning 2013:  Guld i singlesculler
- EM i roning 2014:  Guld i singlesculler
- EM i roning 2017:  Guld i singlesculler
- EM i roning 2015:  Sølv i singlesculler
- EM i roning 2016:  Bronze i singlesculler